# Meteoritenfall Mässing (1803)
Koordinaten: 48° 23′ 0″ N, 12° 36′ 0″ O

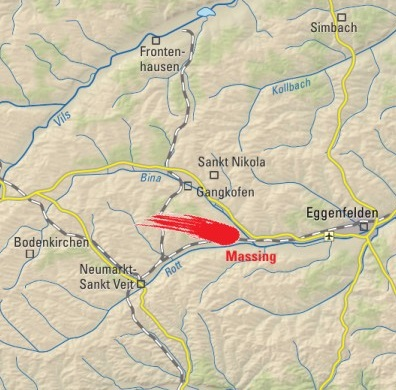
Meteoritenfall Mässing (1803)

Im Jahr 1803 kam es im niederbayerischen Massing zum Niedergang eines Meteoriten.

## Fallbericht von Ernst Florens Friedrich Chladni
Es war vermutlich ein kalter Dezember-Dienstag, als die Bauern vom Lärm aufgeschreckt aus ihren Häusern liefen. Von Chladni gibt es einen detaillierten Fallbericht. Darin schilderte er unter anderem, dass vormittags zwischen 10 und 11 Uhr neun oder zehn laute Kanonenschüsse die dörfliche Stille zerrissen.

„Aufgeschreckt von dem Lärm rannte der Bauer hinaus, sah in den Himmel, erblickte etwas, das sehr hoch, unter beständigem Sausen aus der Luft daher kam, und endlich auf das Dach seiner Wagenhütte traf, einige Schindeln erschlug, und hinein drang. Er fand in der Hütte einen schwarzen Stein, der nach Pulver roch, und heiß war.“

Der Stein war 3 ¼ Pfund schwer. Weiter berichtete Chladni, dass er die vermeintlichen Schüsse von Altötting, also von Osten her gehört habe – dabei sei der Stein aber von Heiligenstadt (Gangkofen) her, also aus dem Westen gekommen.

## Beschreibung des Meteoriten
Das Aussehen des Meteoriten beschrieb der Naturforscher Otto Buchner wie folgt:

„Die Rinde ist sehr dünn, sehr schwarz und glänzend, fast wie gefirnisst. Die Grundmasse ist graulichweiss, sehr feinkörnig, ziemlich locker, ähnlich Bimsteinporphyr […], worin kugelige und eckige Einschlüsse bis Erbsengröße von unreiner pistaziengrüner Farbe […], dann kubische schwarze und endlich ganz kleine durchscheinende Körner und Blättchen von gelblicher oder olivengrüner Farbe […] dick eingemengt sind.“

Nach neueren Untersuchungen handelt es sich bei dem Meteoriten um einen Vertreter der seltenen Gruppe der Howardite, die vermutlich vom Asteroiden Vesta stammen.

## Reste des Meteoriten
Von dem ursprünglich nur 1,6 Kilogramm schweren Meteoriten ist kaum noch Material erhalten. Im Museum für Naturkunde in Berlin befindet sich das größte erhaltene Stück. Es wiegt 22,1 Gramm und stammt aus der Privatsammlung Chladnis – einschließlich Originaletikett. Chladni vererbte seine Sammlung von 41 Meteoriten dem Museum, sie ist noch fast vollständig. Insgesamt umfasst die Sammlung Meteoriten von etwa 3.500 Fundorten mit über 6.000 Exemplaren. Darunter eben auch der Mässinger Meteorit. Das zweitgrößte bekannte Stück (16,2 Gramm) wurde in München im Krieg zerstört. Eine 0,24-Gramm-Probe des Mässinger Meteoriten kam nach 1935 aus der Sammlung des Marquis de Mauroy (1848–1927) in den Besitz der Sammlung des Vatikans. Und wie der Custos der Sammlung, der Astronom Guy Consolmagno SJ, mitteilte, betrachtete Papst Benedikt diesen Gesandten des Himmels bei seinem Besuch im vatikanischen Observatorium in Castel Gandolfo im September 2009 mit großem Interesse.